# Grande Teatro de Havana
O Grande Teatro de Havana Alicia Alonso (em castelhano:  Gran Teatro de La Habana Alicia Alonso), é uma das principais instituições culturais de Havana, capital cubana, e arquitetonicamente um dos ícones da cidade. É também a sede do Balé Nacional de Cuba. O atual edifício foi construído para abrigar a sede do Centro Galego de Havana, onde foi tocado inicialmente o hino da Galiza, Os Pinos.